# 幻想乡萃夜祭
《幻想乡萃夜祭》是由tea_basira（煮茶）与Vaka Game Magazine共同开发的动作游戏，2019年8月在上海东方同人大型活动上首次展出体验，9月时本作品再次在TGS公开游戏演示，还获得电击ONLINE独立游戏奖的提名，2019年10月14日游戏正式发售。本作是以「东方Project」系列为基础开发的像素风格动作游戏，以「幻想乡」为游戏背景。玩家将操纵主角「伊吹萃香」，在博丽神社举办祭典之时肆意大闹。

## 游戏内容
《幻想乡萃夜祭》是一款像素风格的横版2D动作闯关游戏，由曾经开发《东方月神夜》的Vaka Game Magazine制作。其世界观以「东方Project」为基础，目前登场人物有主角伊吹萃香、BOSS其一「宵暗的妖怪」露米娅、BOSS其二「普通的魔法使」雾雨魔理沙，均出自「东方Project」系列。
本作的战斗系统基于「伊吹萃香」在「东方Project」系列的能力「操纵密和疏的程度」设计。包括近战攻击和远程攻击「弹幕」。玩家可通过“密”蓄力和“疏”蓄力来进入不同的战斗状态，不同的战斗状态会有不同的移动特效、攻击特效、以及攻击技能。屏幕下方的蓄力条显示着角色的蓄力情况。此外本作还设计了「擦弹」系统，即闪避机制。当玩家进入到「擦弹」状态的时候，就能免疫敌人造成的伤害。进入“擦弹”状态会消耗角色的耐力条，并且有持续时间限制。“密”蓄力和“疏”蓄力也会有不同的闪避特效。

## 開發
2020年2月初游戏作者tea_basira电脑发生事故，更新延期。